# 内田俊郎
内田 俊郎（うちだ しゅんろう、1913年7月5日 - 2005年11月2日）は、日本の生物学者。個体群生態学の、日本における草分けの一人である。

## 概説
内田は京都大学農学部を主な活躍の場として、個体群生態学の研究を行った。彼の手法は実験室内において、マメゾウムシなどのモデル生物の実験個体群を対象として、恒温機の中のシャーレという、極めて管理された条件下での個体群動態を調べる、というものであった。これはいかにも人工的な実験に見えるため、そんなシャーレの中の研究で本当の自然は分からない、という批判を受けたこともあった。しかし彼はこのような手法を用いての研究を続け、密度効果や相変異など、様々な成果を上げ、多くの弟子を育てた。
彼と同時代に森下正明がおり、全く研究の傾向は異なるが、この二人が日本の個体群生態学を世界的なレベルに引き上げる上で大きな力となった。

## 経歴
- 1913年 - 三重県桑名市に生まれる。
  - その後大阪府立豊中中学、姫路高等学校を経て、京都帝国大学農学部農林生物学科入学。
- 1936年 - 同大学を卒業し、同大学院へ。
- 1944年 - 同大学助手に。
- 1945年 - 同、助教授に。
- 1946年 - 農学博士号を取得。
- 1948年 - 同、教授に着任。以降、退官まで京都大学農学部教官を務める。
- 1958年 - 日本応用動物昆虫学会会長に就任。
- 1966年 - 個体群生態学会の初代会長に就任。同年、昆虫に関する一連の研究で日本農学賞及び読売農学賞を受賞。
- 1977年 - 京都大学を退官。
- 1992年 - イギリス生態学会およびアメリカ生態学会の名誉会員に推挙される。
- 2005年11月2日 - 急性肺炎のため死去[1]。

このように彼は終生京都大学農学部を舞台として、他の場に出たことがない。それを指して「温室育ち」との皮肉もあったという。

## 人となり
一見は柔和な人物であったが、芯が強く、自説を曲げない人物であった。岩田久二雄などは教授時代にもあだ名の「クニャ」と呼んでいた由。
研究の方向については上述のように批判があった中でも一切その姿勢を変えなかったし、学生に対しても同様の方法論を強いる面があった。これは彼らの個性を潰すとの批判もあったし、野外の自然に関心を抱くものには反発も多かったようだが、彼の元からは多くの才能を輩出している。
とにかくやり取りはしづらい人であったようである。京大では他の教官とはうまくいっていなかったが、毅然としていたとか、とにかく何を考えているか、こちらで考えないといけないのが困ったとか、議論しようとしても、「ふむ」「ふむふむ」しか言ってくれなくて議論になりにくかった等といった話が残っている。
また、論文に関しては多産であり、約120編を出し、そのうち約100は単独発表である。これも寡作で発表が遅れがちであった森下正明とは対照的であるが、内田は「研究は論文として発表されて初めて完結する」と述べている。
また、内田は国際的な知名度や評価が高く、欧米に留学した日本人学生が驚くことが多かったという。また、英文のResearch on Population Ecology誌（現在のPopulation Ecology誌）を創刊し、これは日本を研究の拠点とする上で大きく寄与した。

## 業績
彼の研究スタイルは、上述のように完全に管理下に置かれた個体群における動態の実験研究である。そのために、そのような条件下で繁殖できるような、マメゾウムシなどがモデルとして選ばれている。
この分野の研究としては、1920年代にアメリカでパールがショウジョウバエを飼育してその増殖の様子を調べ、その増殖曲線に対してロジスティック曲線と名付け、これは個体群生態学の発展の基盤となった。さらに彼に少し遅れて、チャップマンやアリー、パークなどがコクヌストモドキを材料に、同様の研究を行い、密度効果を発見、その分析を始める。
内田の研究は、この流れに沿ったものと見ることができる。当時は第二次世界大戦の最中であり、彼の研究成果は世界に知られることがなく、知られるようになった頃にはすでに同様の研究が出た後であった。しかし、彼がその後に取り組んだ穀物害虫とその天敵である寄生蜂との量的関係の研究や、ヨツモンマメゾウムシで発見された相変異（翅多型）の研究などが注目されるようになった。
嶋田 (2006) は内田の研究で最もよく知られたものとしてアズキゾウムシの密度効果に関する研究を挙げているが、同時に彼の研究の意義が「生活史を通じて密度効果がどのようにかかるか」である点が理解されていないと述べている。さらに、アズキゾウムシとその寄生蜂という捕食-被食関係での個体数振動などを挙げ、そのどれもが後に数値シミュレーションで大きな成果を上げた分野であることを指摘し、彼の実験系の設計などがコンピュータ解析などに向いていると述べている。

## 弟子筋
上記のように、彼はその弟子を育てる際にも方法論等で制約を多く設けたが、その弟子には非常に多彩な才能が生まれ、それぞれに日本の個体群生態学を推し進める力になった。
以下のような名が挙げられる。
- 吉田敏治・高橋史樹・岸本良一・桐谷圭治・巌俊一・久野英二・中筋房夫・井上民二・藤井宏一・日下部眞一

なお、内田が退官した後は巌（1981年8月7日旅先の北海道知床半島宇登呂にて51歳で逝去）、その後は久野が継いだ。